# Hackelochloa
Hackelochloa là một chi thực vật có hoa trong họ Hòa thảo (Poaceae).

## Loài
Chi Hackelochloa gồm các loài: